# Vitold Belevitch
Vitold Belevitch (2 de março de 1921 — 26 de dezembro de 1999) foi um matemático e engenheiro eletricista belga de ascendência russa.